# Chris Rainbow
Christopher James Harley znany pod pseudonimem artystycznym Chris Rainbow (ur. 18 listopada 1946 w Glasgow (Szkocja), zm. 22 lutego 2015) – brytyjski wokalista, muzyk, producent muzyczny. Okres jego największej aktywności muzycznej, to lata 70. i 80. Znany m.in. z przebojów "Give Me What I Cry For" oraz "Solid State Brain". Współpracował jako wokalista oraz aranżer wokalny z wieloma zespołami z kręgu muzyki rocka progresywnego, m.in. The Alan Parsons Project, Runrig, Camel, Yes.

## Życiorys

### Kariera muzyczna
Urodził się jako syn Jamesa Harleya oraz Pameli Clapham. Zdobył wykształcenie plastyczne. Jako grafik pracował w zawodzie w latach 1964–1972. W roku 1970 założył swój pierwszy zespół "Hope Street". W związku z podobieństwem nazwisk jego oraz brytyjskiego wokalisty Stevego Harleya, aby uniknąć ewentualnych nieporozumień, przyjął pseudonim sceniczny "Rainbow". O wyborze pseudonimu mówił tak:
| Steve Harley was at his peak and I didn't want any confusion. The name Rainbow was found one evening as me and some friends were watching TV and the reporter's name flashed on the screen as 'Christopher Rainbow', so that was that. Steve Harley był u szczytu kariery, a ja nie chciałem żadnych nieporozumień. Nazwa Rainbow pojawiła się pewnego wieczoru, podczas oglądania telewizji z przyjaciółmi. Przez chwilę, na ekranie pojawił się reporter i przed oczami mignęła nam nazwa 'Christopher Rainbow'. Pomyślałem "to jest to". No i tak już zostało. |

W roku 1975 wydał swój pierwszy album "Home of the Brave", dwa lata później "Looking Over My Shoulder" oraz w 1978 trzeci krążek zatytułowany "White Trails". W 1985 roku wyprodukował dla wytwórni EMI wideoklip zatytułowany "Body Music".
W 1979 roku Chris zaśpiewał w utworze "Winding Me Up" z płyty Eve zespołu The Alan Parsons Project. Był to początek długiej współpracy z Alanem Parsonsem, która trwała aż do wydania albumu "Time Machine" w 1999 roku.
W początkach lat 80. Chris wraz z innymi muzykami The Alan Parsons Project, albumem "Single Factor" zapoczątkował współpracę z zespołem Camel. Uczestniczył w tym czasie m.in. w tournée z zespołem.
Kolejnym zespołem, w którym Chris miał znaczący udział był szkocki zespół Runrig. Zafascynowany projektem, mawiał o nich: Runrig to zespół, który trudno zaszufladkować. Grają połączenie rocka i folku, ale przede wszystkim odnaleźli własne, niepowtarzalne brzmienie. Są naprawdę wyjątkowi. O ile mi wiadomo, dla muzyki potrafią również cierpieć gdy jest taka potrzeba.. Był producentem szeregu albumów Runrig. Pracował wówczas pod swoim prawdziwym nazwiskiem - Chris Harley. Udzielał się również wokalnie, zarówno podczas sesji studyjnych jak i występów na żywo.

### Śmierć
Zmarł 22 lutego 2015 roku po długiej walce z chorobą Parkinsona.
W hołdzie pamięci Chrisa, Ken Bruce wykonał Days are Numbers w jednym z odcinków swojego Radio 2 Morning Show, a Johnnie Walker w Radio 2 zagrał Solid State Brain podczas Sounds of the 70's" show.
W roku 1977 Rainbow nagrał utwór Dear Brian w hołdzie dla Brian Wilsona, założyciela The Beach Boys. Gdy ten w 2015 usłyszał o śmierci Chrisa umieścił na swojej stronie takie pożegnanie:
I felt really bad to hear about Chris Rainbow passing away, he was too young. I remember in the late 1970s, a friend played "Dear Brian" for me and I was touched and honored by it. It was a beautiful track. I wish the best for Chris's family and friends. Love & Mercy, Brian.
"Poczułem się bardzo źle, gdy usłyszałem że odszedł od nas w tak młodym wieku Chris Rainbow. Pamiętam, jak bardzo byłem wzruszony i zaszczycony, gdy w 1970 zagrał dla mnie "Drogi Brianie". To był piękny utwór.

### Ciekawostki
Rainbow miał poważne problemy z jąkaniem, który jednak znikały, gdy zaczynał śpiewać.

## Dyskografia

### Albumy solowe
- 1975: Home of the Brave UK-LP/Jap-LP
- 1978: Looking over My Shoulder UK-LP/Jap-LP
- 1979: White Trails UK-LP/Jap-LP
- 1981: Body Music (single)
- 1993: Home of the Brave Jap-CD
- 1993: Looking over My Shoulder Jap-CD
- 1993: White Trails Jap-CD
- 1999: The Instrumental Chris Rainbow UK mini-LP
- 2001: The Chris Rainbow Anthology, 1974–1981 UK-CD
- 2002: Unreleased & demo tracks, 1973–1983 Jap-CD
- 2003: The Best of Chris Rainbow 1972–1980 Jap-CD
- 2008: Waves UK-CD
- 2007: Home of the Brave Jap-CD (re-Mastered)
- 2007: Looking over My Shoulder Jap-CD (re-Mastered)

### We współpracy
- 1979: Eve - The Alan Parsons Project
- 1980: Song of Seven – Jon Anderson
- 1980: The Turn of a Friendly Card - The Alan Parsons Project
- 1982: Animation – Jon Anderson
- 1982: Eye in the Sky - The Alan Parsons Project
- 1982: The Single Factor - Camel
- 1983: Ammonia Avenue - The Alan Parsons Project
- 1984: Stationary Traveller - Camel
- 1984: Vulture Culture - The Alan Parsons Project
- 1984: Pressure Points - Camel
- 1984: Heart of the Universe - Ton Scherpenzeel
- 1985: Stereotomy - The Alan Parsons Project
- 1987: Gaudi - The Alan Parsons Project
- 1990: Freudiana - Eric Woolfson (The Alan Parsons Project)
- 1999: The Time Machine - Alan Parsons